# Атанас Дюлгеров
Атанас Ангелов Дюлгеров е български революционер, деец на Вътрешната македоно-одринска революционна организация.

## Биография
Атанас Дюлгеров е роден в Свищов през 1888 година. Влиза във ВМОРО, през 1905 година е четник при Кръстьо Българията.
През Балканската война е доброволец в Македоно-одринското опълчение, в 4-та рота на 2-ра Скопска дружина
Участва в Първата световна война като запасен поручик в Девета пехотна плевенска дивизия. За бойни отличия и заслуги във войната е награден с ордени „За военна заслуга“, V степен и „За храброст“, IV степен.